# Куриџа
Куриџа је српско презиме поријеклом из Далмације. Не зна се тачно када је настало, али многи извори упућују на то да је зачетник презимена Петар Јагодић Куриџа, православни свештеник из Буковице који је организовао Куриџину буну. Даљи коријени презимена вуку из Рашке одакле су у 15. вијеку избјегли након доласка Турака. Презиме је исто повезано са Јагодићима из Војводине пошто су оба презимена потекла од Јагодића из Рашке. Данас презиме Куриџа се може наћи у Дрвару, Санском мосту, Бањој Луци, Станишићу и на Мањачи.